# 1319 هـ
1319 هـ هي سنة في التقويم الهجري امتدت مقابلةً في التقويم الميلادي بين سنتي 1901 و1902.

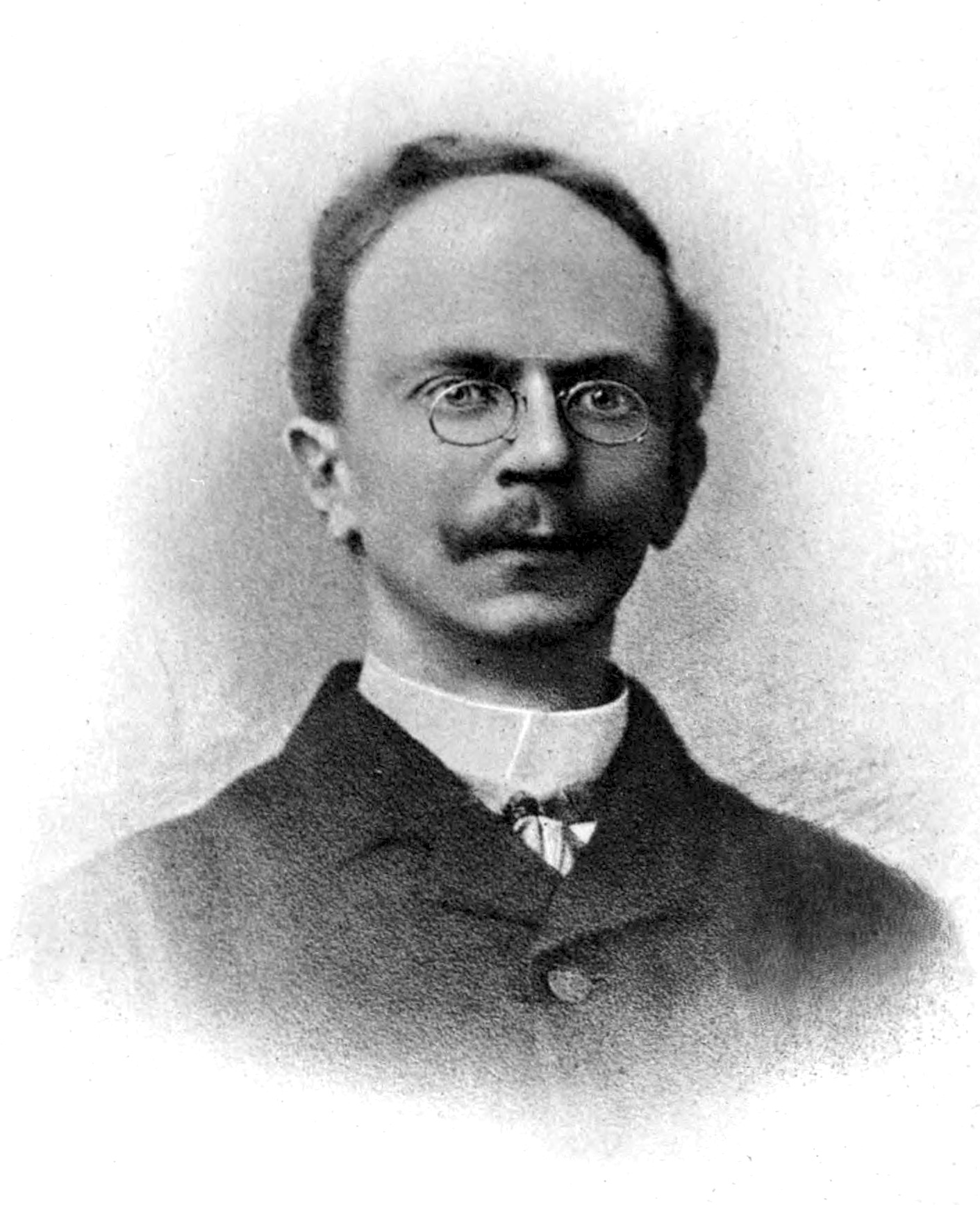
إلياس جون جب

## أحداث
- الملك عبد العزيز يحرر الرياض في معركة فتح الرياض.[5]
- انتهاء الشيخ عبد الستار الدهلوي من تأليف كتاب فيض الملك الوهاب المتعالي بأنباء أوائل القرن الثالث عشر والتوالي

## مواليد
- عبد الله بن سعد السديري
- الملك سعود بن عبد العزيز آل سعود ملك المملكة العربية السعودية من عام 1373هـ حتى عام 1384هـ.
- خالد الأول بن عبد العزيز آل سعود توفي صغيرا.
- عمر بن حسن آل الشيخ
- الشيخ عبدالله بن محمد بارضوان
- خالد بن محمد بن عبد الرحمن آل سعود
- خليل بن ناصر بن عمر
- شريفي سعيد
- صلاح الدين الكواكبي
- عبد السلام ابن سودة
- عوني بكر صدقي
- منسنج
- مهدي الإصفهاني الكاظمي
- ميشال المغربي
- ناجي زين الدين المصرف
- سلاف بن مفضي البهيمة
- سعدي ياسين

## وفيات
- إلياس جون جب
- بشارة تقلا
- حسن بن جعفر الآشتياني
- عجلان بن محمد العجلان
- علي بن عبد الله الستري
- محمد بن القاسم الحوثي
- محمد نبي التويسركاني
- نقولا سيوفي
- يوسف المارديني
- إبراهيم الطباطبائي
- إسحاق بن عبد الرحمن آل الشيخ
- محمد ثابت باشا الجركسي